# نارا، جهلم
نارا (به انگلیسی: Nara) یک روستا در پاکستان است که در ناحیه جهلم واقع شده‌است.